# Número poligonal
Em matemática, um número poligonal é um número figurado em duas dimensões, isto é, um número que pode ser representado por pontos formando um polígono regular.
Por convenção, "1" é o primeiro número poligonal, independente do número de lados. A regra para aumentar o poligono para o próximo tamanho é acrescentar uma fileira de pontos a partir das extremidades de dois lados adjacentes e então completar os outros lados de modo a manter a forma do mesmo polígono. 
Nos diagramas abaixo, cada camada seguinte está em vermelho.

## Números quadrados
Polígonos com maior número de lados, tais como pentágonos e hexágonos, também podem ser construidos de acordo com esta regra, embora os pontos não mais formarão um poligono regular preenchido.

## Fórmula
Se s é o número de lados de um polígono, a fórmula para o nésimo número s-gonal P(s,n) é
{\displaystyle P(s,n)={({\frac {s}{2}}-1)n^{2}-({\frac {s}{2}}-2)n}\,.}
O nésimo número s-gonal está relacionado aos números triangulares Tn da seguinte forma:
{\displaystyle P(s,n)=(s-2)T_{n-1}+n=(s-3)T_{n-1}+T_{n}\,.}
Portanto:
{\displaystyle P(s,n+1)-P(s,n)=(s-2)n+1\,,}
{\displaystyle P(s+1,n)-P(s,n)=T_{n-1}={\frac {n(n-1)}{2}}\,.}
Para um número s-gonal P(s,n) = x, pode-se achar n por
{\displaystyle n={\frac {{\sqrt {(8s-16)x+(s-4)^{2}}}+s-4}{2s-4}}.}